# Schmerber-Kreuz

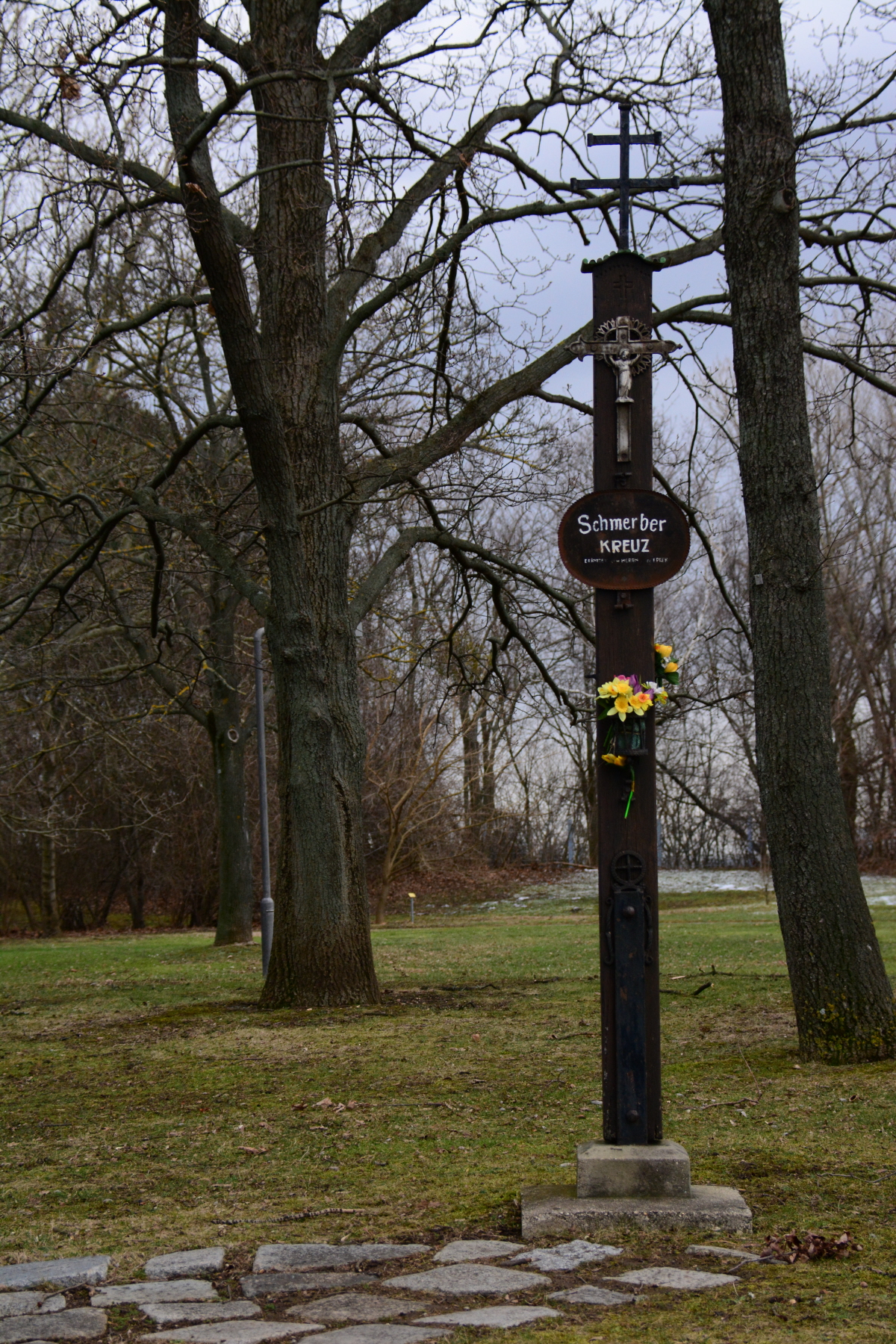
Schmerber-Kreuz

Das Schmerber-Kreuz, auch Schmerbern-Kreuz genannt, ist ein Votivkreuz im 10. Wiener Gemeindebezirk Favoriten, Bezirksteil Oberlaa. Es steht am Laaer Berg im Kurpark Oberlaa an der seinerzeitigen Gabelung des von der Favoritenstraße kommenden Wegs nach Ober- und Unterlaa, im Gebiet der sogenannten „Filmstadt“. Das Objekt ist im digitalen Kulturgüterverzeichnis der Stadt Wien eingetragen (Listeneintrag).

## Geschichte und Bauweise
Nach der Legende soll der Oberlaaer Bauer Franz Köppler im Jahre 1772 glücklich einem Blitzschlag entgangen sein und zum Dank diese Säule errichtet haben. Die Benennung erfolgte wahrscheinlich nach der Ried „Schmerbern“.
Das Schmerber-Kreuz ist ein Holzpfahl auf einem vierseitigen Steinsockel, durch Bandeisen gehalten, mit einer Laterne und einem Kruzifix aus Gusseisen, auf dem Christus als Kind dargestellt ist. Die Inschrift lautet: „Schmerber-Kreuz Errichtet von Herrn F. Köppler für glückliche Rettung“. Auf dem Bandeisen ist ein Radkreuz zu sehen, ein Blumenbehälter, ebenfalls aus Eisen, ist unter der Inschriftstafel montiert. Der Holzpfahl hat ein geschwungenes Blechdach als Wetterschutz.

## Volkstum
Alljährlich am 25. April findet die Markusprozession statt, bei der für eine gute Weinernte gebetet wird. Diese Prozession führt von der Pfarrkirche Oberlaa über die An der Kuhtrift zum Schmerber-Kreuz, weiter zum Roten Kreuz, zur Pietà-Kapelle und wieder zurück zur Pfarrkirche in Oberlaa.